# Airaphilus simoni
Airaphilus simoni es una especie de coleóptero de la familia Silvanidae.

## Distribución geográfica
Habita en Sudáfrica.